# Congrès olympique
Le Congrès olympique est une réunion exceptionnelle organisée depuis 1897 par le Comité international olympique (CIO). Les fédérations reconnues par le CIO et les comités olympiques participent à ces réunions qui font le point sur l'évolution du mouvement sportif mondial.
Il ne faut pas confondre Congrès olympiques et sessions du CIO qui se tiennent chaque année et où la désignation des villes olympiques a notamment lieu.

## IerCongrès (1894)

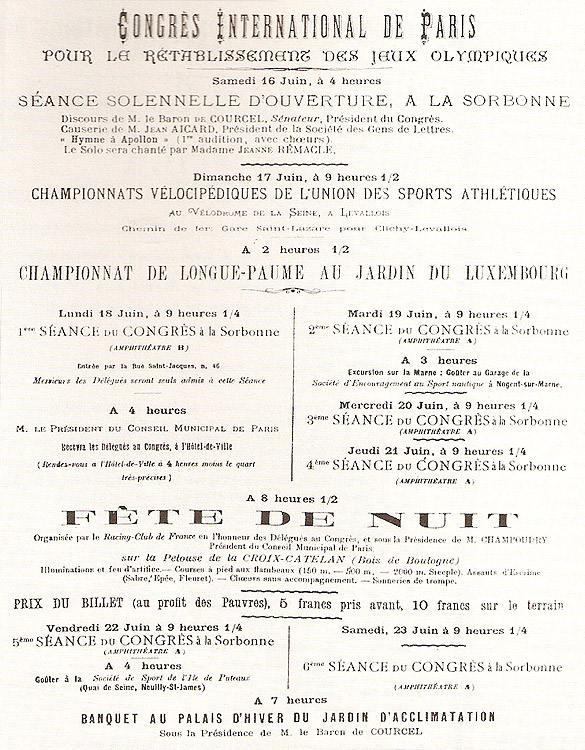
Programme du Congrès olympique de 1894.

Le premier Congrès olympique est organisé en 1894 par l'Union des sociétés françaises de sports athlétiques. Il s'est tenu en 1894 à La Sorbonne (Paris) ayant pour objectif initial de fixer la frontière entre amateurisme et professionnalisme (les sportsmen du monde aristocratique s'opposant à la diffusion du professionnalisme dans le sport) puis lors de la séance de clôture, le 23 juin 1894, le rétablissement des Jeux olympiques. C'est également lors de ce premier congrès que fut fondé le CIO.

## IIeCongrès (1897)
Le deuxième Congrès olympique se déroule en 1897 au Havre. C'est le premier congrès organisé par le CIO (créé lors du premier Congrès). Il a pour thème « Hygiène et pédagogie sportives ».

## IIIeCongrès (1905)
Le troisième Congrès olympique a lieu en 1905 à Bruxelles. Il a pour thème « Sport et éducation physique ».

## IVeCongrès (1906)
Le quatrième Congrès olympique se tient en 1906 à Paris. Il a pour thème « Art, lettres et sport ».

## VeCongrès (1913)
Le cinquième Congrès olymique a lieu en 1913 à Lausanne. Il a pour thème « Psychologie et physiologie sportives ».

## VIeCongrès (1914)
Le sixième Congrès se déroule en 1914 à Paris. Il a pour thème « Règlements olympiques ».

## VIIeCongrès (1921)
Le septième Congrès a lieu en 1921 à Lausanne, qui a déjà organisé le cinquième en 1913. Le thème reste inchangé par rapport au sixième congrès (1914) : il s'agit encore de « Règlements olympiques ».

## VIIIeCongrès (1925)
Le huitième Congrès se tient en 1925 à Prague. C'est le premier congrès à s'articuler autour de deux thèmes. Celui-ci s'organise autour d'une reprise du thème utilisé pour les deux précédents congrès, « Règlements olympiques », et de l'introduction d'un nouveau thème : « Pédagogie sportive ».

## IXeCongrès (1930)
Le neuvième congrès a lieu en 1930 à Berlin. Le thème « Règlements olympiques », déjà utilisé lors des trois précédents congrès, est conservé.

## XeCongrès (1973)
Après une pause de quarante-trois ans, un dixième Congrès olympique est organisé en 1973 à Varna en Bulgarie. Les deux thèmes sont « Le sport pour un monde de paix » et « Le mouvement olympique et son avenir ». 

## XIIeCongrès (1994)
Le XIIe Congrès olympique se tient du 29 août au 3 septembre 1994 au Palais Bercy de Paris. Ce Congrès est surnommé « Congrès du Centenaire » ou « Congrès de l'Unité ». Il chevauche la 103e session ordinaire du CIO qui se tient sur le même site.
Il commémore les cent ans de la restauration des Jeux olympiques et de la création du CIO par Pierre de Coubertin qui avait en 1894 convoqué le premier Congrès olympique  dans l'amphithéâtre de la Sorbonne à Paris.
Un relais de la flamme olympique est par ailleurs organisé entre la tour Eiffel et le Palais Bercy.
Le Congrès avait pour thème principal la protection de l'environnement mais des discussions sur la place du sport et plus particulièrement des Jeux olympiques dans la société ont également été organisées, portant par exemple sur les médias de masse ou le contexte social de l'époque.